# Albunea marquisiana
Albunea marquisiana is een tienpotigensoort uit de familie van de Albuneidae. De wetenschappelijke naam van de soort is voor het eerst geldig gepubliceerd in 2000 door Boyko.